# Патриаршая семинария архиепископа Макария III
Православная патриаршая школа имени архиепископа Макария III (англ. Orthodox Patriarchal Ecclesiastical School of Makarios III, Патриаршая семинария архиепископа Макария III, Patriarchal Seminary of Archbishop Makarios III) — духовная семинария Александрийской православной церкви, расположенная в Рируте, пригороде Найроби, Кения. Готовит священно- и церковнослужителей из представителей коренных народов Африки.

## История
Семинария — детище архиепископа Макария III, предстоятеля Церкви Кипра и президента Республики Кипр, который неоднократно посещал Кению. В апреле 1957 он посетил Найроби и участвовал в праздничном богослужении в кафедральном соборе города. Позже, в 1970 году, уже как глава государства Кипр, он совершил государственный визит в Кению как гость и друг президента Республики. Архиепископ совершил пастырское посещение Кении в марте 1971 года и организовал массовые крещения в Найроби и Ньери. Предстоятель отметил тогда резко обострившуюся потребность в семинарии, которая могла бы решить вопросы духовного образования жителей Восточной Африки. Его идея нашла поддержку и понимание в лице президента Кениаты и правительства Кении. Президент Кеньятта подарил Православной Церкви большой участок земли в Рируте, пригороде Найроби, расположенной приблизительно в 10 км от центра города.
22 марта 1971 года Архиепископ Макарий III с благословения Патриарха Александрийского Николая VI заложил первый камень в основание будущей семинарии в Рируте. В связи с этим событием Патриарх Александрийский и всей Африки сказал: «Чтобы помогать нашим африканским братьям в их поиске пути к Богу в христианском достоинстве и братстве и с благословением Всемогущего Бога, мы создаём здесь центр, от которого новые апостолы Христа распространят слово Бога в этой части мира и будут управлять успокаивающей радостью Евангелия в сердцах наших любимых африканских братьев».
Строительство семинарии шло на средства Кипрской Архиепископии и было завершено в 1974 году. Тем не менее, открытие духовной школы в Найроби было отложено на несколько лет ввиду имущественного спора, а также конфликта между митрополитом Иринопольским Фрументием Насиосом и чернокожим викарием Георгием Гатуной, который 30 ноября 1979 года за неподчинение священноначалию был лишён сана.
В октябре 1981 года управляющим Восточно-Африканской епархии был назначен епископ Анастасий (Яннулатос), который первым делом занялся открытием семинарии, что вскоре и произошло. Наряду с подготовкой кадров, епископ организовал перевод служб на семь различных языков. Открытие семинарии положило начало стремительному росту количества православных христиан на востоке Африки.
Характерной чертой этой семинарии, отличающей её от других богословских учебных заведений, является то, что студенты здесь совмещают учёбу с катихизаторской деятельностью. Каждое воскресение все они разъезжаются по своим приходам, где учат народ основам веры.
Семинария изначально была открыта для удовлетворения богословских нужд Восточно-Африканской митрополии, объединявшей приходы Кении, Уганды и Танзании, но в 1995 году в связи с расширением миссионерской деятельности Александрийского Патриархата школа начала принимать студентов из других африканских стран. Цель в том, чтобы сделать семинарию всеафриканским институтом с чувством единства в лоне Александрийского Патриархата.
В 1998 году семинария была переименована в Православную Патриаршую школу с учебной программой по образу других греческих богословских школ и семинарий. На тот момент здесь учились студенты из ряда африканских стран, включая Кению, Уганду, Танзанию, Мадагаскар, Зимбабве и Камерун. Многие студенты по окончании Православной Патриаршей школы отправлялись на учёбу за границу, главным образом в Грецию и США. Некоторые из них по возвращении становились здесь преподавателями.
Православная Патриаршая школа также активно занималась переводом богослужения на многие языки Африки. В Православной Патриаршей школе также действовали программы для молодёжи и женщин чтобы этим способствовать росту числа церквей, школ, и медицинских центров, которые спонсировал Александрийский Патриархат по всему континенту.
В ноябре 2007 года семинарии была присуждена премия Международного Фонда единства православных народов «за выдающиеся заслуги по укреплению Православия на Африканском континенте». По словам ректора, митрополита Кенийского Макария (Тиллиридиса), «с этой наградой к семинарии пришло международное признание». Церемония вручения премии состоялась 21 января 2008 года.

## Современное состояние
Диплом Патриаршей семинарии в Найроби признается европейскими и африканскими университетами. Выпускники семинарии являются основой миссионерской политики Александрийского Патриархата и осуществляют свою деятельность в качестве священников и миссионеров по всему Африканскому континенту.
Из-за крайней бедности большинства населения Африканских стран семинария не может содержать себя сама. Средства на неё поступают из Греции, Кипра, Финляндии и греческой православной архиепископии Америки, Австралии и других стран.
Студенты семинарии обучаются на бесплатной основе, включая питание и проживание. Курс обучения длится три года. Выпускники имеют степень бакалавра богословия. Преподавание ведётся на английском языке, за исключением уроков греческого языка, который является обязательной составляющей курса богословия.
Митрополит Кенийский Макарий (Тиллиридис) называет следующие требования для абитуриентов:

Каждый кандидат должен подать официальное заявление в Патриаршую школу. К заявлению прилагаются копии некоторых документов, а также рекомендации от его приходского священника и местной епархии или одного из духовников. Кандидат должен быть крещеным православным христианином, иметь оценку «удовлетворительно», или выше, на нулевом уровне общего образования. От кандидата требуется знание английского языка (английский и суахили являются национальными языками Кении). Также принимаются кандидаты из франкоговорящих стран, знающие французский язык, однако и они должны владеть английским. <…> Женатые и неженатые мужчины имеют равные возможности при зачислении.